# Wrightoporia trimitica
Wrightoporia trimitica är en svampart som först beskrevs av Corner, och fick sitt nu gällande namn av Stalpers 1996. Wrightoporia trimitica ingår i släktet Wrightoporia och familjen Bondarzewiaceae.   Inga underarter finns listade i Catalogue of Life.